# Valtenesi (vino)
Il Valtènesi è stato un vino DOC, dal 2017 divenuto sottozona del vino DOC Riviera del Garda Classico, prodotto nella provincia di Brescia, nei pressi del Lago di Garda.

## Storia
Il Garda bresciano e la Valtènesi in particolare è terra di elezione del vino rosato da oltre 500 anni (cfr. le XX Giornate della Agricoltura di Agostino Gallo del 1530). Nell' '800 lo storico veneziano Pompeo Molmenti, senatore del Regno a Salò - avendo dimora estiva in Moniga del Garda - mise a punto la tecnica della vinificazione in rosato che permette di ottenere il cosiddetto "vino di una notte" (marchio registrato). Tal metodologia fu codificata dall'attuale Ente vini Bresciani negli anni '60. Il procedimento antico si concretizzava nella cosiddetta vinificazione con svinatura per alzata di cappello. In pratica, consiste nel pigiare molto delicatamente le uve e lasciarle sulle bucce per poche ore onde ottenere il classico colore rosato. Questo spazia dal rosa corallo o salmone al rosso melagrana scarico con riflessi ramati. Questo vale per il Valtenesi Chiaretto.
Naturalmente, il Valtènesi (ovvero il rosso) subisce una vinificazione in rosso classica.
Il groppello (varietà tipica della zona e, quasi sicuramente, autoctona del bresciano) è alla base del Valtenesi. L'altro 50% facoltativo può essere composto da marzemino, barbera, sangiovese nonché da rebo che è l'altra uva a bacca rossa caratteristica della Valtenesi. Tale uvaggio vale sia per il rosso che per il Chiaretto; si distinguono i produttori che però hanno un Valtenesi (nelle due tipologie, soprattutto il rosso) groppello in purezza.
La zona di produzione è la Valtenesi più alcuni comuni limitrofi nonché parte dei comuni rivieraschi (come Desenzano) ma solo nei territori confinanti con la Valtenesi.

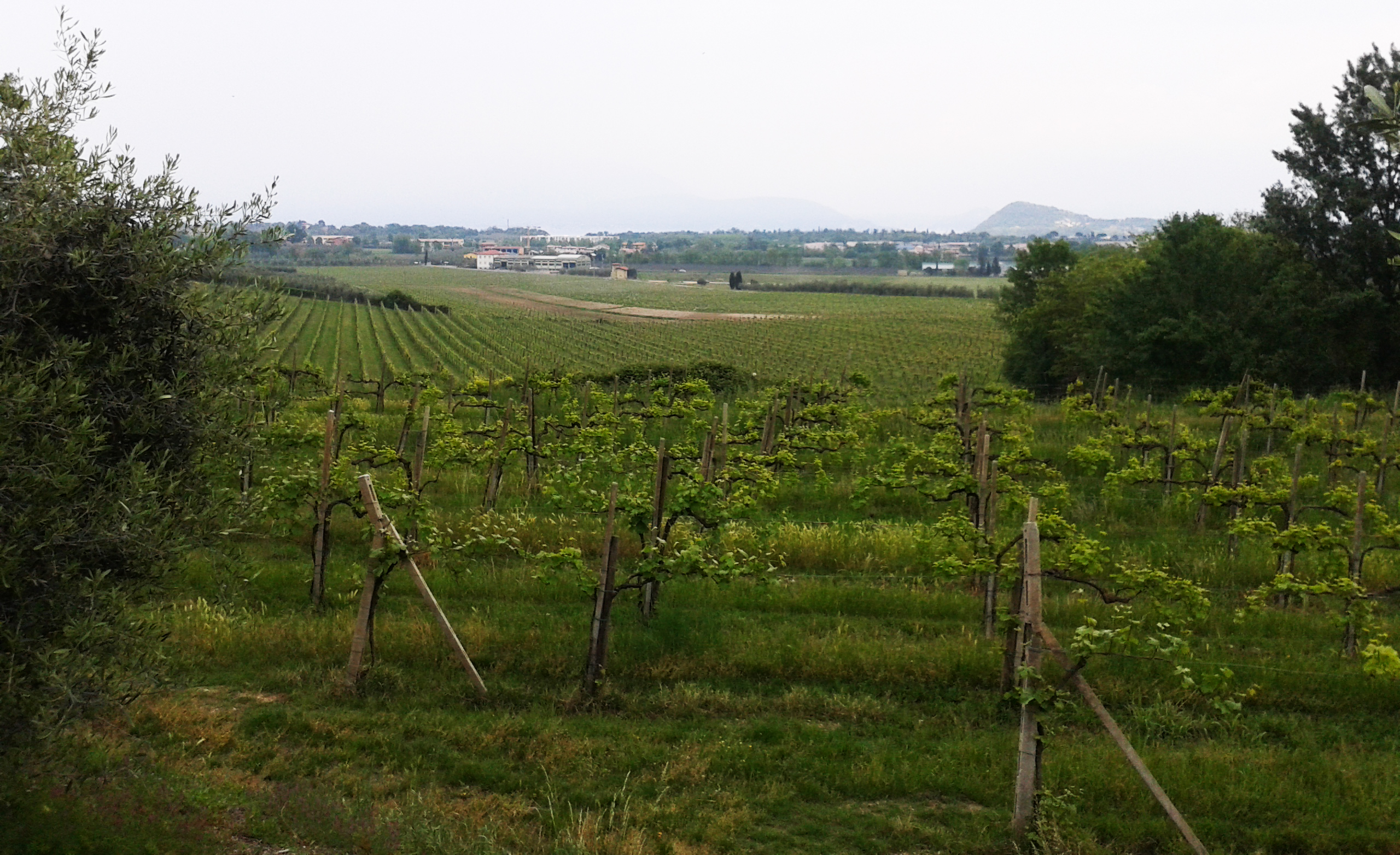
Vigneti a Picedo di Polpenazze del Garda, sullo sfondo la Rocca di Manerba del Garda

Prima della nascita della doc Valtenesi (la presentazione al pubblico è avvenuta il 14/02/2012, festa di san Valentino, con l'annata 2011), il chiaretto del Garda bresciano (sempre a base groppello) era prodotto in seno alla doc Garda classico e alla doc Garda Bresciano. In pratica, la doc Valtenesi è uno spin-off di queste due in modo da riservare nel futuro una denominazione ad hoc per il chiaretto.
Si può dire che il Valtenesi Chiaretto (e il groppello) con il Lugana fanno da contrappeso alla grande eccellenza della provincia, il Franciacorta.
Tutti gli anni a giugno, presso Moniga, si tiene la rassegna dei vini rosati, italiani e del mondo, Italia in Rosa.

## Abbinamenti gastronomici
Il Valtenesi si consuma con paste condite con ragout, grigliate di carne, spiedo bresciano, Nostrano Valtrompia DOP.
Il Valtenesi Chiaretto è un ottimo aperitivo, si accompagna bene a zuppe e frittate, a formaggi molli come le robiole e le formaggelle bresciane. L'abbinamento classico è con la grigliata di pesce di lago.

## Eventi
Molti gli eventi che vengono organizzati per far conoscere e degustare questi vini. Tra le manifestazioni sicuramente più conosciute ci sono: 
- La Fiera del Vino di Polpenazze del Garda, che si tiene ogni anno nell'ultimo week end di Maggio tra le vie del centro storico, ed è in grado di richiamare qualcosa come 30.000 visitatori;
- Italia in Rosa a Moniga del Garda, dedicata ai vini rosati, che si tiene ogni anno nella prima settimana di Giugno nel Castello di Moniga d/G.
- Puegnago Fiera che si tiene a Puegnago del Garda l'ultimo week end di agosto dedicata ai Rossi base Groppello.

## Produzione
Dati non disponibili (doc molto recente)